# Arctosa swatowensis
Arctosa swatowensis là một loài nhện trong họ Lycosidae.
Loài này thuộc chi Arctosa. Arctosa swatowensis được Embrik Strand miêu tả năm 1907.